# Toxocarpus hainanensis
Toxocarpus hainanensis là một loài thực vật có hoa trong họ La bố ma. Loài này được Tsiang miêu tả khoa học đầu tiên năm 1939.